# Agrotis pallidaobsoleta
Agrotis pallidaobsoleta là một loài bướm đêm trong họ Noctuidae.